# Woldemar Vitzthum von Eckstädt

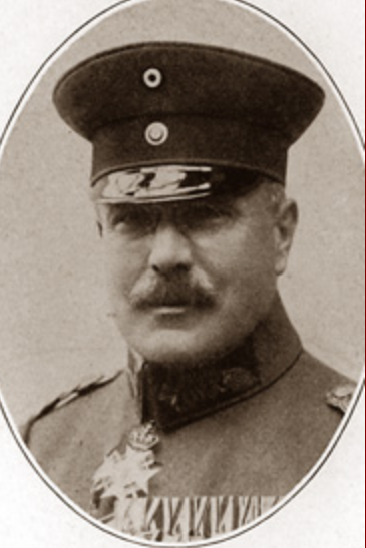
Woldemar Vitzthum von Eckstädt

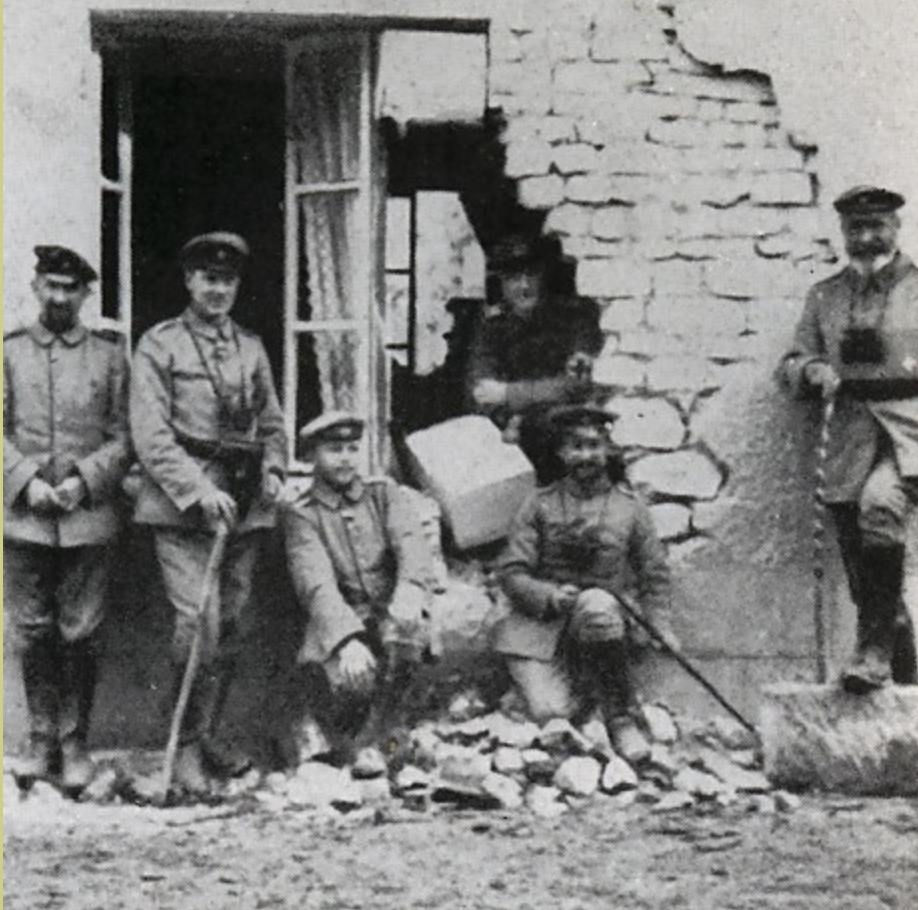
Oberst Woldemar Vitzthum von Eckstädt (1. v. r.) mit Offizieren seines Regiments zu Beginn des Ersten Weltkrieges

Konrad Friedrich Woldemar Graf Vitzthum von Eckstädt (* 7. September 1863 in Coburg; † 26. November 1936 in Dresden) war ein sächsischer Generalleutnant.

## Leben

### Herkunft und Familie
Woldemar entstammte der Linie Eckstädt des Adelsgeschlechts von Vitzthum. Sein Vater war Oswald Lionel Graf Vitzthum von Eckstädt (1809–1883; Sohn von Heinrich Vitzthum von Eckstädt), Kammerherr im Herzogtum Sachsen-Coburg und Gotha. Seine Mutter war Christiane, geborene von Waldenfels. Er hatte zwei Brüder, nämlich den sächsischen General der Infanterie Alexander Vitzthum von Eckstädt und den Landjägermeister und Generaldirektor Emil Vitzthum von Eckstädt.

### Karriere
Vitzthum von Eckstädt besuchte das Vitzthum-Gymnasium in Dresden und schied 1876 aus, um 1877 als Kadett in das Kadettenhaus der Sächsischen Armee einzutreten. Nach mehrjähriger Erziehung wurde er am 24. November 1881 zum Fähnrich ernannt und 1882 zum Leutnant befördert. Nach mehrjähriger Dienstzeit erfolgte 1888 seine Beförderung zum Oberleutnant und 1893 zum Hauptmann. Sein Patent zum Major erhielt er am 11. September 1903. 1907 diente er als Kommandeur des 1. Jäger-Bataillons Nr. 12. Nach Beförderung zum Oberstleutnant am 27. März 1909 diente er als Kommandant des Kadettenkorps in Dresden. Er wurde am 18. November 1911 zum Oberst befördert. Am 20. März 1912 wurde er zum Kommandeur des Schützen-(Füsilier-)Regiment „Prinz Georg“ Nr. 108 ernannt.
In dieser Eigenschaft führte er sein Regiment nach Ausbruch des Ersten Weltkrieges über die Maas durch Belgien und Nordfrankreich und nahm an den Kämpfen an der Marne sowie bei Juvincourt teil. Für die hartnäckigen Kämpfe um La Ville-aux-Bois wurde er am 7. Januar 1915 mit dem Ritterkreuz des Militär-St.-Heinrichs-Ordens beliehen. Am 28. Januar 1915 erfolgte seine Ernennung zum Kommandeur der 2. Infanterie-Brigade Nr. 46. Nach Auflösung des Großverbandes Ende März desselben Jahres erhielt Vitzthum Anfang Juli 1915 das Kommando über die 7. Infanterie-Brigade Nr. 88. Am 9. Juli 1916 übernahm er die neugebildete 192. Infanterie-Division (8. Königlich Sächsische). Für die Führungsleistung bei den Kämpfen um Verdun wurde Vitzthum am 20. März 1917 mit dem Kommandeurkreuz des Militär-St.-Heinrichs-Ordens beliehen. Kurz darauf gab er das Kommando ab und übernahm am 15. April 1917 die 58. Infanterie-Division (5. Königlich Sächsische), die er über das Kriegsende hinaus bis zur Demobilisierung im Januar 1919 befehligte.
Vitzthum schied daraufhin unter Verleihung des Charakters als Generalleutnant aus dem Militärdienst aus und betätigte sich in verschiedenen Ämtern innerhalb der evangelisch-lutherischen Kirche. So wirkte er zunächst als Präses der sächsischen Landessynode, Domherr des Hochstifts Meißen und wurde 1930 als Nachfolger von Wilhelm von Pechmann zum Kirchentagspräsidenten des Deutschen Evangelischen Kirchentag ernannt. Als überzeugter Monarchist folgte er nicht der Ideologie des Nationalsozialismus.